# Championnats de Grèce de squash
Les Championnats de Grèce de squash sont une compétition de squash individuelle organisée par la Fédération grecque de squash. Ils se déroulent chaque année depuis 1947.
Fabian Kalaitzis détient le record de victoires avec 12 titres et Elíza Kargióti détient le record féminin avec 12 titres.

## Palmarès

### Hommes
| - 2023 : Konstantínos Kargiótis - 2022 : Konstantínos Kargiótis - 2021 : Konstantínos Kargiótis - 2020 : annulé à cause de la Pandémie de Covid-19 en Grèce - 2019 : Konstantínos Kargiótis - 2018 : Harry Londy - 2017 : Konstantínos Kargiótis - 2016 : Pétros Tzamaloúkas - 2015 : Harry Londy - 2014 : non disputé - 2013 : Harry Londy - 2012 : Fabian Kalaitzis - 2011 : Fabian Kalaitzis - 2010 : Fabian Kalaitzis - 2009 : Fabian Kalaitzis - 2008 : Fabian Kalaitzis - 2007 : Fabian Kalaitzis - 2006 : Fabian Kalaitzis - 2005 : Fabian Kalaitzis - 2004 : Fabian Kalaitzis - 2003 : Pétros Tzamaloúkas - 2002 : Fabian Kalaitzis - 2001 : Fabian Kalaitzis - 2000 : Fabian Kalaitzis - 1999 : Paul Gregory - 1998 : Paul Gregory | - 1997 : Paul Gregory - 1996 : Paul Gregory - 1995 : Nikólaos Moustroúfis - 1994 : Nikólaos Moustroúfis - 1993 : Panagiótis Vasiliou - 1992 : Nikólaos Moustroúfis - 1991 : Nikólaos Moustroúfis - 1990 : Panagiótis Vasiliou - 1989 : Panagiótis Vasiliou - 1988 : Nikólaos Moustroúfis - 1987 : Nikólaos Moustroúfis - 1986 : Panagiótis Vasiliou - 1985 : Nikólaos Moustroúfis - 1984 : Panagiótis Vasiliou - 1983 : Nikólaos Moustroúfis - 1982 : Panagiótis Vasiliou - 1981 : Panagiótis Vasiliou - 1980 : Panagiótis Vasiliou - 1979 : Panagiótis Vasiliou - 1978 : Elefthérios Gavalás - 1977 : Elefthérios Gavalás - 1976 : Elefthérios Gavalás - 1975 : Elefthérios Gavalás - 1974 : Elefthérios Gavalás - 1973 : Elefthérios Gavalás - 1972 : Elefthérios Gavalás | - 1971 : Elefthérios Gavalás - 1970 : Elefthérios Gavalás - 1969 : George Barlettis - 1968 : Stratís Dimitriádis - 1967 : Stratís Dimitriádis - 1966 : Stratís Dimitriádis - 1965 : Stratís Dimitriádis - 1964 : Stratís Dimitriádis - 1963 : Stratís Dimitriádis - 1962 : Stratís Dimitriádis - 1961 : Dimítrios Koudounis - 1960 : Dimítrios Koudounis - 1959 : Dimítrios Koudounis - 1958 : Dimítrios Koudounis - 1957 : Stratís Dimitriádis - 1956 : Dimítrios Koudounis - 1955 : Dimítrios Koudounis - 1954 : Dimítrios Koudounis - 1953 : non disputé - 1952 : non disputé - 1951 : Aris Vandibella - 1950 : G. Luzi - 1949 : G. Luzi - 1948 : Nikos Dimitriádis - 1947 : Pantelís Papadópoulos |

### Femmes
| valign=top width=25% align=left - 2023 : Athina Gasparinatou - 2022 : Elíza Kargióti - 2021 : Elíza Kargióti - 2020 : annulé à cause de la Pandémie de Covid-19 en Grèce - 2019 : Elíza Kargióti - 2018 : Elíza Kargióti - 2017 : Elíza Kargióti - 2016 : Elíza Kargióti - 2015 : Elíza Kargióti - 2014 : Elíza Kargióti - 2013 : Elíza Kargióti - 2012 : Zéta Tzamaloúka - 2011 : Zéta Tzamaloúka - 2010 : Elíza Kargióti | - 2009 : Elíza Kargióti - 2008 : Elíza Kargióti - 2007 : Elíza Kargióti - 2006 : Zéta Tzamaloúka - 2005 : Zéta Tzamaloúka - 2004 : non disputé - 2003 : non disputé - 2002 : Valia Tóska - 2001 : non disputé - 2000 : Valia Tóska - 1999 : Zéta Tzamaloúka - 1998 : Zéta Tzamaloúka - 1997 : Zéta Tzamaloúka - 1996 : Zéta Tzamaloúka | - 1995 : Annie Konstantinidou - 1994 : Annie Konstantinidou - 1993 : Eirini Efraimidi - 1992 : Anita Kagalou - 1991 : non disputé - 1990 : Eirini Efraimidi - 1989 : Annie Konstantinidou - 1988 : Annie Konstantinidou - 1987 : Annie Konstantinidou - 1986 : Annie Konstantinidou - 1985 : Annie Konstantinidou - 1984 : Eirini Efraimidi - 1983 : Eirini Efraimidi |